# BarcoLab
El Laboratorio de Biodiversidad Arrecifal y Conservación más conocido como BarcoLab es un grupo de investigación de la Unidad Académica de Sistemas Arrecifales del Instituto de Ciencias del Mar y Limnología de la Universidad Nacional Autónoma de México, con sede en Puerto Morelos, Quintana Roo. Se encuentra en la sección más al norte de la Barrera de Coral Mesoamericana y fue fundado en 2014, fecha desde la cual es dirigido por Lorenzo Alvarez Filip.

## Investigación
La investigación se centra en la ecología y conservación de la biodiversidad en ambientes marinos. Las tres principales áreas de investigación en BarcoLab son: describir los cambios ecológicos actuales en los ecosistemas de arrecifes como consecuencias del cambio ambiental y climático; investigar el papel de los procesos ecológicos como la herbivoría y reclutamiento de coral en la dinámica del ecosistema, y comprender las consecuencias de la degradación de los arrecifes para la biodiversidad y para los seres humanos. El objetivo principal de este grupo de trabajo es proporcionar conocimientos fundamentales a la par de producir ciencia relevante para las políticas.
Durante el 2018 BarcoLab en conjunto con la Comisión Nacional de Áreas Naturales Protegidas (CONANP), identificaron por primera vez el deterioro de los arrecifes coralinos en la parte norte del Caribe mexicano debido al rápido avance de la enfermedad de pérdida de tejido de coral duro (SCTLD, por sus siglas en inglés), la cual puede matar corales que tardaron décadas o siglos en crecer en cuestión de semanas, hallazgo ampliamente documentado por el Dr. Lorenzo Alvarez Filip y su equipo de trabajo.
Entre el verano de 2018 y diciembre de 2019 BarcoLab registró la muerte de decenas de miles de corales a lo largo del Caribe mexicano. Los efectos negativos se observaron en todos los arrecifes costeros entre Isla Contoy y Xcalak (en la frontera con Belice) y en la Isla de Cozumel. En Banco Chinchorro no se ha detectado la presencia de esta enfermedad, lo cual representa una gran responsabilidad para manejadores, científicos, pescadores y prestadores de servicios turísticos en esta Área Natural Protegida.